# Гиперстриатум
Гиперстриатум (лат. hyperstriatum или hyperpallium) - анатомическая подкорковая структуры мозга птиц, являющаяся производным базальных ядер и образованная дорсальным (задним) ядром стриатума (полосатого тела). 
По своим функциям она аналогична неокортексу у млекопитающих. Гомологом гиперстриатума птиц у пресмыкающихся, очевидно, является ядро G. Оно окружено со всех сторон, за исключением основания, вентрикулярной полостью. Около своего основания оно граничит с мезостриатумом (ядро H) и эктостриатумом (ядро S), а каудально (кзади) постепенно замещается эпистриатумом (ядро K).